# جيروم هولمز
جيروم هولمز (بالإنجليزية: Jerome Holmes)‏ هو قاضي أمريكي، ولد في 18 نوفمبر 1961 في واشنطن العاصمة في الولايات المتحدة.

## وصلات خارجية
- جيروم هولمز على موقع إن إن دي بي (الإنجليزية)